# Hangulización
La «hangulización» (en coreano, 한글화 hangŭlhwa) es un término que hace referencia al proceso de transcribir o transliterar palabras, nombres o frases extranjeras al alfabeto hangul, el sistema de escritura coreano.

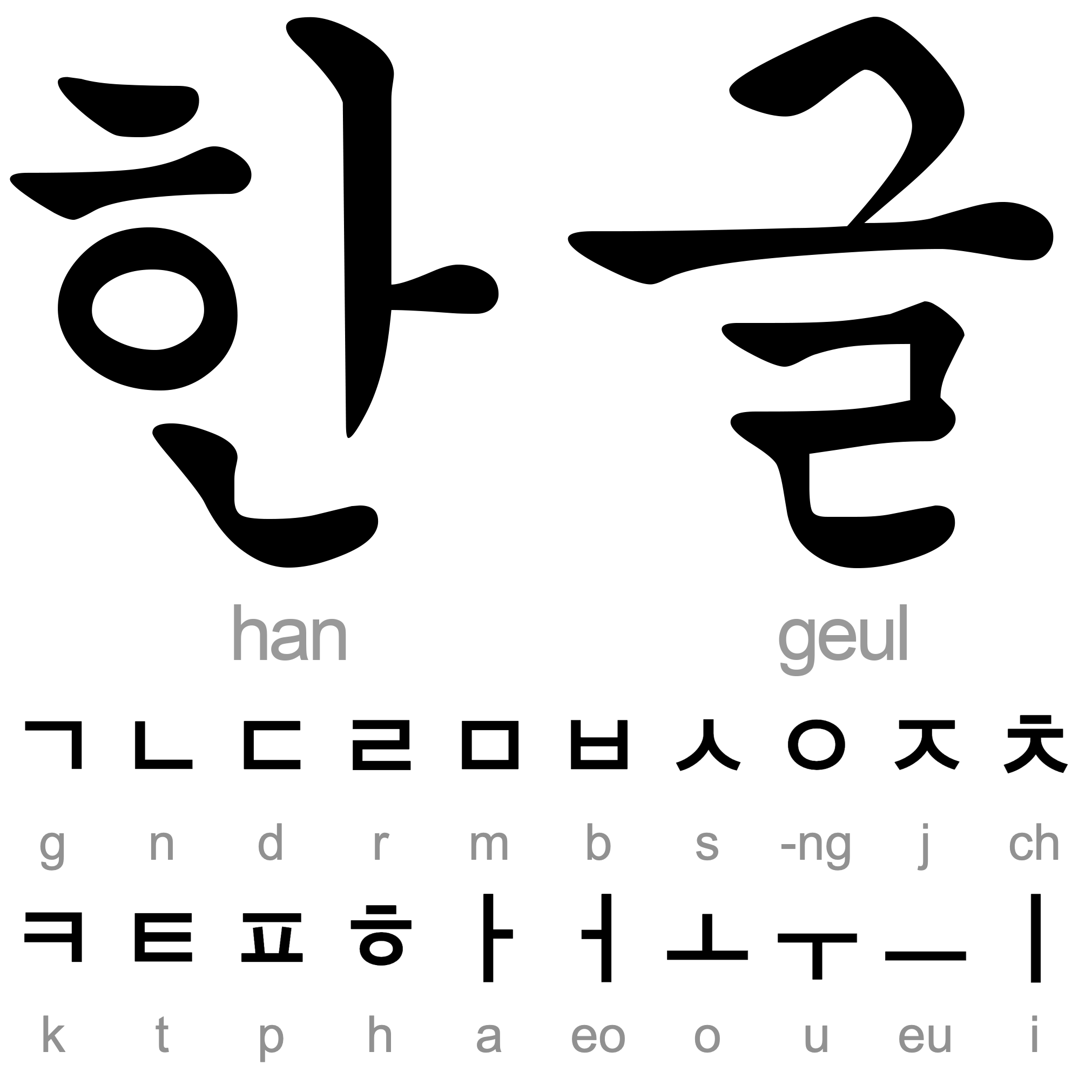
La palabra «hangul» y el jamo básico del alfabeto coreano

Esta práctica permite que las palabras extranjeras se escriban y pronuncien de una manera que se adapte a la fonética coreana, facilitando la comunicación y la integración en contextos lingüísticos coreanos.

## Orígenes y propósito

### Origen del hangul
El hangul, desarrollado en el siglo XV durante el reinado de Sejong el Grande, fue diseñado para representar fonéticamente los sonidos del idioma coreano. Con el tiempo, a medida que Corea interactuaba con otras culturas a través del comercio, la educación y la globalización, surgió la necesidad de adaptar términos extranjeros al léxico coreano. La hangulización cumple esta función al modificar los términos extranjeros para ajustarlos a la estructura silábica y fonética del hangul.

### Aplicaciones
La hangulización es una práctica particularmente importante en campos como la tecnología, los negocios internacionales y el entretenimiento, donde los nombres y términos extranjeros son comunes.
Los nombres extranjeros suelen hangulizarse para facilitar su pronunciación y uso en contextos coreanos, por ejemplo, el nombre John generalmente se transcribe como 존 (Jon). Los nombres de marcas internacionales, como Coca-Cola, se transliteran como 코카콜라 (Koka-kolla), para adaptarse a los consumidores coreanos. Muchos términos del inglés —especialmente del campo tecnológico y cultural— han sido adoptados al vocabulario coreano mediante la hangulización, como 인터넷 (inteonet) para internet.